# Ward Merckx
Ward Merckx (* 14. April 1997) ist ein belgischer Leichtathlet, der sich auf den Sprint spezialisiert hat.

## Sportliche Laufbahn
Erste internationale Erfahrungen sammelte Ward Merckx im Jahr 2022, als er bei den Europameisterschaften in München mit der belgischen 4-mal-100-Meter-Staffel in 39,01 s den sechsten Platz belegte. Bei den World Athletics Relays 2024 auf den Bahamas verpasste er die Direktqualifikation über 4-mal 100 Meter für die Olympischen Spiele in Paris, ehe er bei den Europameisterschaften in Rom in 38,65 s den vierten Platz belegte.
In den Jahren 2022 und 2023 wurde Merckx belgischer Hallenmeister im 60-Meter-Lauf.

## Persönliche Bestleistungen
- 100 Meter: 10,34 s (+1,5 m/s), 29. Juli 2023 in Brugge
  - 60 Meter (Halle): 6,66 s, 19. Februar 2023 in Gent